# پارواتی ملتون
پارواتی ملتون (به انگلیسی: Parvati Melton) (زاده ۷ ژانویه ۱۹۸۸) بازیگر هندی است.
از کارهای معروف او می‌توان به بازی در فیلم خوشی اشاره کرد.